# Liam Butcher
Liam Butcher, es un personaje ficticio de la serie de televisión británica EastEnders, interpretado por el actor James Forde desde el 2008, hasta el 17 de agosto del 2015. Anteriormente Liam fue interpretado por Nathaniel Gleed del 2002 al 2004, brevemente por los gemelos Gavin & Mitchell Vaughan en el 2002, por los gemelos Jack & Tom Godolphin de 1999 al 2000 y finalmente por Sonny Bottomley del 25 de diciembre de 1998 a 1999.

## Biografía
Liam sufre de dislexia. En el 2009 Liam descubrió que Tiffany era en realidad su hermana biológica.
El 17 de agosto del 2015 Liam decidió mudarse a Alemania para estar con su padre Ricky Butcher.